# フェイス (バラエティ番組)
フェイスはRKB毎日放送で放送されたローカルバラエティ番組。2009年4月27日から2010年3月29日まで全46回放送。

## 放送時間
毎週月曜日：23:55〜24:59（「スザンヌたばた」(24:53～24:59)を含む。番組表・EPGでは別番組扱いになっていることもある）
- 休日などに再放送も行われている。
- Yahoo! Japan内のGYAO!バラエティー部門で、初回からの再放送が行われていた。
- TBSチャンネルにて、2010年7月18日より毎週日曜4時〜2話ずつ再放送。

## 出演者
- スザンヌ
- 相沢まき
- 田畑竜介（RKBアナウンサー）
- 吉川貴司（「南の島までいってくぅ」＆「ボーダーラインの旅」担当）

## 番組内容
スザンヌ、相沢、田畑がエリア内（主に福岡県内）で週代わりの企画をする。グルメ系体験系の企画が多い。

### 過去の企画
- 3人ぶらり旅（能古島、福岡空港周辺、日田市等）
- 街角スザンヌたち･･･商店街（川端通商店街、旦過市場等）を3人で食べ歩き
- バーベキュー、回転寿司などを番組でお取り寄せ。この企画でスザンヌが泥酔した
- 堤防で魚を釣り、釣った魚で料理をしてもらう「テーボーですよ!」（編集もチューボーですよ!に似ていた）
- 視聴者からの疑問を3人が解決する
- スザンヌが出身地の熊本市を案内する
- スザンヌvs相沢の料理対決
- 視聴率が良かった日田市での旅はお礼参り編として2回行った。
- バギー編ではスザンヌが草原を暴走。
- ドリフト編ではカリスマドリフト師ノムケン氏に習い、スザンヌがドリフトに挑戦。大スピンをしながらの大暴走となった。
- 桃狩り、イチゴ狩りなど、狩り企画。
- クリスマスには大プレゼント大会を実施。視聴者にスザンヌ達が電話することもあった。
- 占い企画。相沢が改名について質問した。
- 食品サンプル工場で体験企画。
- 工場見学ツアーでは、マイ辛子明太子をつくった。

### 南の島までいってくぅ
吉:吉川君、D:ディレクター、カ:カメラマンの3人が沖縄県の離島で無計画に旅をする。
一応最南端到達が目標である。
- いろんな場面で気温を測るのが恒例となっている。
- ことある度に「いってー、くー!」とポーズを決めるのも恒例となっている。
- 行く島々のレンタカーチェックも恒例となっている。3アウト制。
- 変な生物探しも恒例となっている。
- 夜の動物観察も恒例となっている。
- 行く島々の美味しいものを食べるのも恒例となっている。
- 島々の粋なガイドさんとの出会いも恒例となっている。
- カメラマンの表記が最初は「なるなる」の「な」だったが、後半は「カメラマン」の「カ」に変更された。
- 途中、番組Pから揃いのTシャツを贈られたが出演者吉川君のものにもスタッフと入っていた。
- 夏場にまとめて撮影したものを編集し、毎週十数分ずつ放送していた（まれに放送がない週もあり）。2009年10月波照間島編で完結。
- コーナー名は『世界の果てまでイッテQ!』（日本テレビ系。福岡県内はFBS）に掛けている。
- 石垣島では野生化した巨大イグアナを捕獲し、生態系を守ろうとする青年達と出会った。しかも、同行したあと1m20cm以上の個体を奇跡的にも捕獲。その様子は全て公開された。
- 石垣島の名物ガイド／吹通川観光の松村氏と夜のマングローブ探険、ナイトカヌーを紹介。
- 石垣島の名物ガイド／吹通川観光の松村氏と吉川君は、夜の珊瑚礁で巨大ウツボとの死闘を繰り広げた。
- 西表島の名物ガイド／ロビンソンの洞窟やマングローブ釣り、魚をウロコごと焼くロビンソン焼きも公開。
- その西表島では、吉川君が巨大なハチ数匹に刺されたが、ロビンソンが特効薬で応急処置。その様子もて全て公開された。吉川君無事。

### ボーダーラインの旅
吉川君があらゆるもののボーダーラインを自ら調べる旅。2010年2月スタート。
「南の島までいってくぅ」のメンバー
（吉川君、ディレクター、カメラマン）の3人で構成されている。
- 毎回のテーマ発表は、吉川君の自宅にディレクターとカメラマンが早朝から乗り込む。目覚ましがわりの早朝バズーカや、入浴中に背後からバズーカ発射等、プチドッキリが恒例となっている。
- ことある度に「ボーダーライン！」とポーズを決めるのも恒例となっている。
- 衣装は全てドンキホーテで購入するのも恒例となっている。
- 上下つながった紺色のジャージにモコモコのついたニット帽のスタイルで探しにいくのも恒例となっている。
- 出演者自ら、移動の際はレンタカーを運転するのも恒例となっている。
- 長門市で、ごぼ天うどんを探したときに誕生日を迎えた吉川君にはクリスマスカラーのガウンとキラキラ光る蛍光サングラス（緑）が贈られた。
- 各テーマごとに1〜3話ぐらいでまとめられている。
- 富士山の雪の境目を探しにいくとき、冬用新ユニフォームが贈られた。
- フワフワのぬいぐるみのようなつなぎと、三つ編みのついたモコモコ帽子にミリタリーブーツ。
- 富士山編では、富士五湖の制覇も行われた。
- 富士山編では、スバルラインの一合目まで車で登った。
- 富士山編では、富士の樹海でコンパスがクルクル回るか試した。（正常だった）
- 富士山編では、迫り来るマグマを止めようとして吉川君がこけた。
- 富士山編では、氷点下の中でも富士山の道を整備し続ける人々に出会った。

### その他のコーナー
- 街角スザンヌ･･･エリア内のショッピングセンター（キャナルシティ博多、リバーウォーク北九州等）でスザンヌが一般人に、テーマについてインタビューをする
- 視聴者からのメール・ハガキ紹介･･･相沢のファンという趣旨の紹介がなぜか多い。
- 糸島のカキイカダに行ったとき、吉川君が船から冬の海に落ちるというハプニングが起きた。また、この回はスザンヌが撮影中に『笑っていいとも！』（フジテレビ系。福岡県内はTNC）から「テレフォンショッキング」の電話をもらうハプニングも起きた。
- スザンヌタバタ･･･本編終了後に2分程度、最新の映画情報やゲーム情報を紹介する。コーナー名はサマンサタバサに掛けている
- ゲーム紹介コーナー「五つ星ゲーム劇場」には、ゲーム会社『レベルファイブ』の日野晃博代表が一人で出演。
- 本編中にハゲ話になると、カメラマンが田畑アナに「バヤシさん!バヤシさん!」と絡まれる場面がよく見られる。

## 備考
- スザンヌ、相沢曰く「この番組のロケ後、必ず体重が増える」
- 各地での収録中にスザンヌ、相沢が内容をブログに書くため、概要がわかってしまう（笑）。

## スタッフ
- プロデューサー：東穂浩和（RKB毎日放送）
- チーフディレクター：坂井淳一（チームキャプテン）
- ディレクター：山内和幸、船村政秀、竹本佳弘、山崎由季子
- カメラ：今林慎太郎、宮成健一（音声兼）
- アシスタント：田尻光一郎、那珂川青ひげ
- ナレーション：石田一洋（RKBアナウンサー）
- 選曲・音効：高田巳年男
- 編集：宿里淳子（VAF）
- メイク：SONIC
- 制作会社：株式会社チームキャプテン
- 撮影：株式会社ON-TV